# Robert Marchand (athlétisme)
Pour les articles homonymes, voir Marchand et Robert Marchand.
Robert Marchand (Charbuy, France, 18 août 1904 – 6 avril 1983 à Auxerre), a été coureur de 110 mètres haies et a participé aux Jeux olympiques d'été de 1928.
Il a ensuite fait sa carrière en tant que journaliste sportif chez France-Soir.
Il laisse un livre d'or contenant des autographes des grands sportifs de l'époque, mais aussi d'artistes avec des dessins de certains d'entre eux comme Jean Cocteau et Fujita.